# VakifBank Istanbul
VakifBank Istanbul is een volleybalclub uit Istanbul, Turkije.
VakifBank won in 2013 het Wereldkampioenschap voor clubs. 
In 2011, 2013, 2017 en 2018 won het ook de Europese Championsleague.

## Geschiedenis
De club werd geformeerd vanuit twee teams, Vakıfbank dat oorspronkelijk in Ankara speelde, en Güneş Sigorta dat uit Istanbul kwam. De sponsors van beide teams behoorden tot dezelfde moedermaatschappij.

## Spelers
- Debby Stam (2009-2011)
- Saori Kimura
- Robin de Kruijf (2014-2016)
- Lonneke Slöetjes (2015-2019)
- Anne Buijs (2015-2016)
- Ebrar Karakurt (2017–2020)
- Tuğba Şenoğlu
- Meryem Boz
- Zehra Güneş
- Cansu Özbay
- Buket Gülübay
- Melis Gürkaynak
- Yasemin Aykaç
- İsabelle Haak

## Prestaties

### Internationaal
- FIVB Volleyball Club World Championship:  2013;  2011;
- Champions League:  2011, 2013, 2017, 2018;  1998, 1999, 2014, 2016;  2015;
- CEV Cup:  2004;
- CEV Challenge Cup:  2008;
- Women's Top Volley International:  2008

### Nationaal
- Turkse Champions Cup: 2013, 2014
- Turkse competitie: 1992, 1993, 1997, 1998, 2004, 2005, 2013, 2014
- Turkse Cup: 1995, 1997, 1998, 2013, 2014

## Eerdere namen
De club heeft door de jaren meerdere namen gevoerd:
- 1986–1999: Güneş Sigorta
- 1999–2009: Vakıfbank Güneş Sigorta
- 2009–2011: Vakıfbank Güneş Sigorta Türk Telekom
- 2011–2012: Vakıfbank Türk Telekom
- 2012–: Vakıfbank